# Runtime

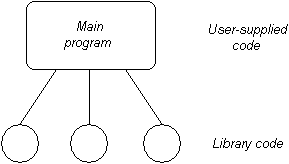
Fig.1 Esquema d'un programari amb biblioteques

Runtime (llibreria de programari), en ciències de la computació, és un conjunt de rutines de baix nivell usades per un compilador per a invocar-les en temps d'execució del programa. Cal no confondre el concepte de runtime amb el de biblioteques estàndard de funcions. L'entorn runtime implementa el model d'execució de les biblioteques runtime, la qual cosa implica incloure funcions de manegament de memòria, depurat del programa i gestió d'excepcions o errors.

## Tipus
- Bibliotques runtime ubicades en arxius externs quan són enllaçades (linked) dinàmicament.
- Bibliotques runtime ubicades l'arxiu principal quan són enllaçades estàticament.